# ميليفوي نوفاكوفيتش
ميليفوي نوفاكوفيتش (بالسلوفينية: Milivoje Novaković)‏ (مواليد 18 مايو 1979 في لوبلانا - يوغوسلافيا) لاعب كرة قدم سلوفيني لعب لصالح نادي الدرجة الأولى كولن الألماني منذ 2006 في مركز المهاجم.

## مسيرته الكروية
لعب ميليفوي نوفاكوفيتش خلال مسيرته الاحترافية مع 11 ناديًا في عشرون موسمًا وسجل خلالها 169 هدف ضمن 384 مباراة. حيث فاز في موسم واحد بالكأس وفي موسم واحد بالدوري.
خاض ميليفوي نوفاكوفيتش مسيرته مع نادي أولمبيا ليوبليانا في موسم 1998–99 لمدة موسم واحد، لم يشارك في أي مباراة ولم يسجل أي هدف. ثم انتقل إلى SAK Klagenfurt ‏ في موسم 2000–01 لمدة موسم واحد، حيث شارك في 16 مباراة سجل خلالها 7 أهداف. لينتقل بعدها إلى ASK Voitsberg ‏ في موسم 2001–02 ولمدة موسمين، مشاركًا في 14 مباراة سجل خلالها 8 أهداف. ثم انتقل إلى نادي ماترسبرغ في موسم 2003–04 لمدة موسم واحد، مشاركًا في 6 مباريات سجل خلالها هدفين. هذا وانتقل لاحقًا إلى نادي لاسك لينتس في موسم 2004–05 لمدة موسم واحد، مشاركًا في 21 مباراة سجل خلالها 8 أهداف. ثم انتقل بعدها إلى نادي ليتكس لوفتش في موسم 2005–06 ولمدة موسمين، مشاركًا في 26 مباراة سجل خلالها 18 هدفًا. ليعود وينتقل من جديد، لكن هذه المرة إلى نادي كولن في موسم 2006–07 ليلعب معه ستة مواسم، مشاركًا في 166 مباراة سجل خلالها 74 هدفًا. لينتقل بعدها إلى نادي أوميا أرديجا في عامي 2012-2014 ولمدة موسمين، مشاركًا في 38 مباراة سجل خلالها 17 هدفًا. ثم لعب في نادي شيميزو إس-بولس ما بين عامي 2014 و2015 لمدة موسم واحد، مشاركًا في 34 مباراة سجل خلالها 14 هدفًا. ليعود ويرتحل عنه إلى نادي ناغويا غرامبوس ما بين عامي 2015 و2016 لمدة موسم واحد، مشاركًا في 26 مباراة سجل خلالها 5 أهداف. ثم انتقل إلى نادي ماريبور في موسم 2015–16 ولمدة موسمين، مشاركًا في 37 مباراة سجل خلالها 16 هدفًا.

## روابط خارجية
- ميليفوي نوفاكوفيتش على موقع الاتحاد الدولي (مؤرشف)  (الإنجليزية)
- ميليفوي نوفاكوفيتش على موقع الاتحاد الأوربي (الإنجليزية)
- ميليفوي نوفاكوفيتش على موقع رابطة كرة القدم اليابانية للمحترفين (اليابانية)
- ميليفوي نوفاكوفيتش على موقع قاعدة بيانات كرة القدم.إي يو (الإنجليزية)
- ميليفوي نوفاكوفيتش على موقع بيانات كرة القدم. دي إي (الألمانية)
- ميليفوي نوفاكوفيتش على موقع ناشيونال فوتبول تيمز (الإنجليزية)
- ميليفوي نوفاكوفيتش على موقع Soccerway.com (الإنجليزية)
- ميليفوي نوفاكوفيتش على موقع عالم كرة القدم.نت (الإنجليزية)